# Reggae Jam
Reggae Jam est un festival de reggae allemand organisé à Bersenbrück, en Basse-Saxe.

## Histoire
Le festival a lieu pour la première fois en 1994. En comparaison, le Reggae Jam est plus petit que les autres grands festivals européens de reggae, comme le Rototom Sunsplash ou le Summerjam. Le nombre de visiteurs n'a cependant cessé d'augmenter et les artistes sont également plus connus que dans les années précédentes, lorsque le Reggae Jam misait principalement sur quelques stars et de nombreux nouveaux venus, principalement allemands. Dans le pool de lecteurs du magazine Riddim, le Reggae Jam s'est classé deuxième parmi les festivals en 2005, 2006 et 2007. De 2008 à 2015, le festival réussit à être élu huit fois de suite meilleur festival de reggae d'Allemagne en première place du pool de lecteurs.
La 24e édition du Reggae Jam a lieu du 3 au 5 août 2018. En 2018, le Reggae Jam est de nouveau élu meilleur festival de reggae par un vote sur Internet du magazine Riddim. Sont annoncés entre autres : Bitty Mc Lean, Capleton, Johnny Osbourne, Andrew Tosh, Cocoa Tea, Dellé, Klub Kartell, Konshens, New Kingston, Exco Levi, Ganjaman, I Wayne, Jah 9, Jahcoustix & Sebastian Sturm, Leroy Sibbles, Mr. Vegas, Nature, Nkulee Dube, Romain Virgo, Samory I, Sevana, Skarra Mucci.
La 25e édition du Reggae Jam se déroule du 2 au 4 août 2019. En raison de la canicule des semaines précédentes, d'importantes mesures préparatoires sont prises par les pompiers et les services de secours, comme l'année précédente. Cependant, les températures et le temps sont restés modérés pendant les jours du festival, qui s'est donc déroulé sans incident majeur. Pour le festival, le barrage routier du chantier permanent sur la route nationale 214 est même temporairement levé. Le point culminant est le groupe Rockers, composé de musiciens qui ont joué dans le film Rockers sorti en 1978. Le dimanche, une liturgie œcuménique de la parole est célébrée à l'église Saint Vincentius avec la participation du chanteur et présentateur du festival Ganjaman. Cette édition comprend notamment : Alborosie, Black Prophet, Dr. Ring Ding, EES, Joseph Grant, Rockers et Ward 21.

## Distinctions
Sondage des lecteurs du magazine Riddim :
- Meilleur festival de reggae : 2008, 2009, 2010, 2011, 2012, 2013, 2014, 2015, 2016, 2017, 2018[2].

- Meilleur festival reggae 2e place : 2005, 2006, 2007.

- Prix Helga : Helga-Award 2018 : 2e place dans la catégorie : meilleur festival (1re place Wacken Open Air)[8].